# 秀子の車掌さん
『秀子の車掌さん』は、1941年に公開された南旺映画製作の日本映画。原作は井伏鱒二の『おこまさん』、脚色・演出は成瀬巳喜男、主演高峰秀子。後に数々の傑作を生み、「名コンビ」と謳われた監督:成瀬、主演:高峰の初共演作品である。

## 概要
原作は井伏鱒二の短編小説『おこまさん』。前年に封切られた『秀子の應援團長』に続いて当時既に少女スターとして名声を博していた高峰を主役に迎え、タイトルにも彼女の名を乗せるなど所謂「アイドル映画」に近い作品である。監督は文芸作品の脚色に辣腕を振るっていた成瀬巳喜男で、前述通り2人の初共演作品となった。甲府方面でのロケーションを中心に、叙情豊かな車窓の光景と皮肉の効いた結末で高い完成度を誇る佳作である。
成瀬作品には多く、往時の世相や風俗を色濃く反映した演出が見られるが、本作においては開戦直前の慌しい社会情勢とは無縁の、どちらかといえば浮世離れした童話的作品といえる。以後の成瀬は主に戦時下～終戦直後においてスランプと目される時期が続くが（こうした評価は従前支配的であるが、『歌行燈』、『芝居道』や『銀座化粧』などを高く受け止める向きもあり、必ずしも確立された評価ではない）、本作は開戦前最後の作品として、堅実な評価を得ている。

## あらすじ
甲府のバス会社に勤務するガイドのおこまさんは、伸び悩む客足を何とかしようと奮闘する。小説家の井川に当地の名所旧跡を辿る短文を書いてもらい、はりきって乗車するが……

## キャスト

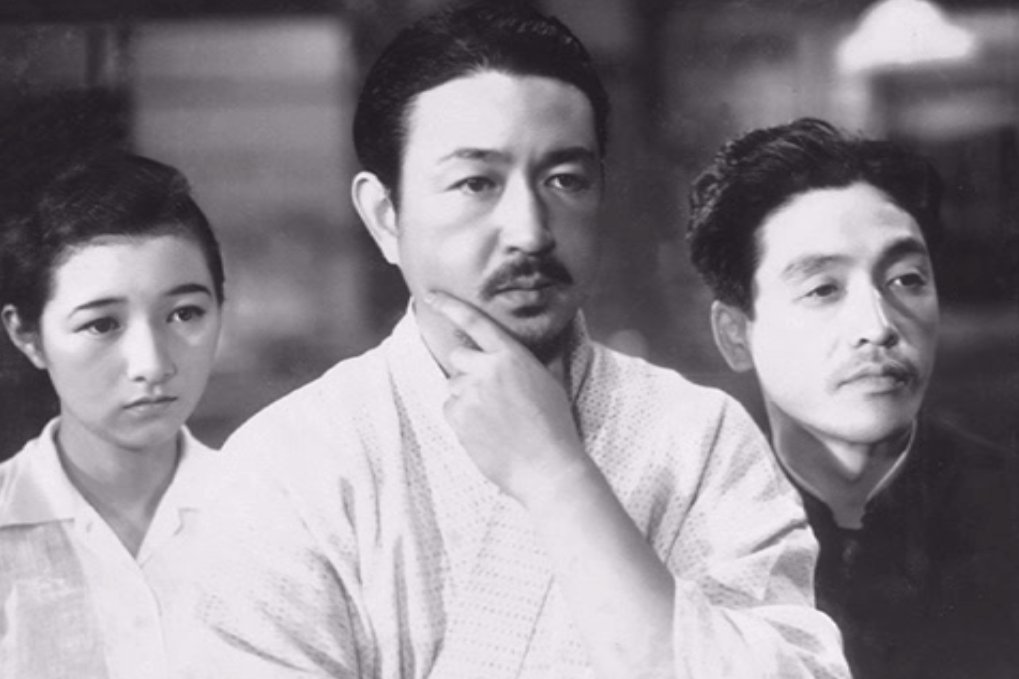
左から高峰秀子、夏川大二郎、藤原鶏太

- おこまさん：高峰秀子
- 園田：藤原鶏太
- 井川：夏川大二郎
- 母：馬野都留子
- 下宿のおばさん：清川玉枝
- 社長：勝見庸太郎

## スタッフ
- 脚色、演出 : 成瀬巳喜男
- 撮影 : 東健
- 製作 : 藤本真澄
- 美術 : 小地一美
- 音楽 : 飯田信夫
- 演出助手 : 丸山仁
- 撮影助手 : 芦田勇
- 照明 : 服部脩
- 大道具 : 鈴木廣吉
- 小道具 : 雨宮信貞
- 衣裳 : 川尻錦子
- 録音、現像 : 富士スタジオ

## エピソード
- 共演の藤原鶏太（けいた）は藤原釜足の別名で、当時（1940年）内務省から「藤原鎌足の同名異字とは歴史上の偉人を冒涜している」とクレームを受け、改名を余儀なくされていたことによる。なお「鶏太（けいた）」は「変えた（けえた）」を転訛したもの。